# Cowboy Carter Tour
Tournées par Beyoncé
Renaissance World Tour
(2023)
Le Cowboy Carter Tour est la dixième tournée de la chanteuse américaine Beyoncé. Annoncée le 2 février 2025 en vue de la promotion de son huitième album Cowboy Carter, la tournée a débuté le 28 avril 2025 au SoFi Stadium de Los Angeles (Californie) et s'est terminée le 26 juillet 2025 au Allegiant Stadium de Las Vegas (Nevada) après l'ajout de nouvelles dates à sa tournée à la suite d'une forte demande du public.

## Contexte
Cette section ne s'appuie pas, ou pas assez, sur des sources secondaires ou tertiaires indépendantes du sujet. Le texte peut contenir des analyses inexactes ou inédites de sources primaires.
Pour l'améliorer, ajoutez-en, ou placez des modèles {{Source secondaire souhaitée}} ou {{Source secondaire nécessaire}} sur les passages mal sourcés. (juillet 2025)
En 2024, Beyoncé sort son huitième album studio, Cowboy Carter, qui domine la 67e cérémonie des Grammy Awards avec onze nominations et trois récompenses, dont ceux de l'Album de l'année et du Meilleur album country. Pour promouvoir cet album, elle se produit le 25 décembre 2024, au NRG Stadium à Houston lors de la mi-temps du match de football américain opposant les Ravens de Baltimore aux Texans de Houston. Son show de plus de douze minutes enchaine plusieurs morceaux de son dernier album Cowboy Carter. La chanteuse publie ensuite sur ses réseaux sociaux un post énigmatique la représentant sur un cheval, avec comme description Look at that horse et la date du 14 janvier 2025 ; les rumeurs d'une tournée s'intensifient.
L'annonce de la tournée aurait dû avoir lieu le 14 janvier 2025, mais les incendies de 2025 à Los Angeles ont contraint la chanteuse à la décaler. Le 1er février 2025, Netflix a tweeté les paroles de SWEET ★ HONEY ★ BUCKIIN’ « Look at that horse » avec un lien vers la performance du « Beyoncé Bowl »[source insuffisante]. Les fans ont rapidement remarqué que « COWBOY CARTER TOUR » avait été ajouté comme titre à la fin de l'émission. Le 2 février 2025, Beyoncé annonce officiellement le Cowboy Carter and the Rodeo Chitlin' Circuit Tour sur ses réseaux sociaux. Le lendemain, les villes concernées sont annoncées.

## Dates
| Date             | Ville           | Pays            | Lieu                      | Affluence             | Revenu brut  |
| ---------------- | --------------- | --------------- | ------------------------- | --------------------- | ------------ |
| AMERIQUE DU NORD |                 |                 |                           |                       |              |
| 28 avril 2025    | Inglewood       | États-Unis      | SoFi Stadium              | 217,143 / 217,143     | $55,706,053  |
| 1er mai 2025     | Inglewood       | États-Unis      | SoFi Stadium              | 217,143 / 217,143     | $55,706,053  |
| 4 mai 2025       | Inglewood       | États-Unis      | SoFi Stadium              | 217,143 / 217,143     | $55,706,053  |
| 7 mai 2025       | Inglewood       | États-Unis      | SoFi Stadium              | 217,143 / 217,143     | $55,706,053  |
| 9 mai 2025       | Inglewood       | États-Unis      | SoFi Stadium              | 217,143 / 217,143     | $55,706,053  |
| 15 mai 2025      | Chicago         | États-Unis      | Soldier Field             | 143,256 / 143,256     | $42,526,825  |
| 17 mai 2025      | Chicago         | États-Unis      | Soldier Field             | 143,256 / 143,256     | $42,526,825  |
| 18 mai 2025      | Chicago         | États-Unis      | Soldier Field             | 143,256 / 143,256     | $42,526,825  |
| 22 mai 2025      | East Rutherford | États-Unis      | MetLife Stadium           | 250,085 / 250,085     | $70,284,615  |
| 24 mai 2025      | East Rutherford | États-Unis      | MetLife Stadium           | 250,085 / 250,085     | $70,284,615  |
| 25 mai 2025      | East Rutherford | États-Unis      | MetLife Stadium           | 250,085 / 250,085     | $70,284,615  |
| 28 mai 2025      | East Rutherford | États-Unis      | MetLife Stadium           | 250,085 / 250,085     | $70,284,615  |
| 29 mai 2025      | East Rutherford | États-Unis      | MetLife Stadium           | 250,085 / 250,085     | $70,284,615  |
| TOTAL            | TOTAL           | TOTAL           | TOTAL                     | 610,484 / 610,484     | $168,517,493 |
| EUROPE           |                 |                 |                           |                       |              |
| 5 juin 2025      | Londres         | Royaume-Uni     | Tottenham Hotspur Stadium | 275,399 / 275,399     | $61,285,415  |
| 7 juin 2025      | Londres         | Royaume-Uni     | Tottenham Hotspur Stadium | 275,399 / 275,399     | $61,285,415  |
| 10 juin 2025     | Londres         | Royaume-Uni     | Tottenham Hotspur Stadium | 275,399 / 275,399     | $61,285,415  |
| 12 juin 2025     | Londres         | Royaume-Uni     | Tottenham Hotspur Stadium | 275,399 / 275,399     | $61,285,415  |
| 14 juin 2025     | Londres         | Royaume-Uni     | Tottenham Hotspur Stadium | 275,399 / 275,399     | $61,285,415  |
| 16 juin 2025     | Londres         | Royaume-Uni     | Tottenham Hotspur Stadium | 275,399 / 275,399     | $61,285,415  |
| 19 juin 2025     | Paris           | France          | Stade de France           | 215,025 / 215,025     | $39,715,117  |
| 21 juin 2025     | Paris           | France          | Stade de France           | 215,025 / 215,025     | $39,715,117  |
| 22 juin 2025     | Paris           | France          | Stade de France           | 215,025 / 215,025     | $39,715,117  |
| TOTAL            | TOTAL           | TOTAL           | TOTAL                     | 490,424 / 490,424     | $101,000,532 |
| AMERIQUE DU NORD |                 |                 |                           |                       |              |
| 28 juin 2025     | Houston         | États-Unis      | NRG Stadium               | 103,353 / 103,353     | $35,492,477  |
| 29 juin 2025     | Houston         | États-Unis      | NRG Stadium               | 103,353 / 103,353     | $35,492,477  |
| 4 juillet 2025   | Washington D.C. | États-Unis      | Northwest Stadium         | 93,728 / 93,728       | $27,426,395  |
| 7 juillet 2025   | Washington D.C. | États-Unis      | Northwest Stadium         | 93,728 / 93,728       | $27,426,395  |
| 10 juillet 2025  | Atlanta         | États-Unis      | Mercedes-Benz Stadium     | 205,909 / 205,909     | $55,424,228  |
| 11 juillet 2025  | Atlanta         | États-Unis      | Mercedes-Benz Stadium     | 205,909 / 205,909     | $55,424,228  |
| 13 juillet 2025  | Atlanta         | États-Unis      | Mercedes-Benz Stadium     | 205,909 / 205,909     | $55,424,228  |
| 14 juillet 2025  | Atlanta         | États-Unis      | Mercedes-Benz Stadium     | 205,909 / 205,909     | $55,424,228  |
| 25 juillet 2025  | Las Vegas       | États-Unis      | Allegiant Stadium         | 92,268 / 92,268       | $19,443,320  |
| 26 juillet 2025  | Las Vegas       | États-Unis      | Allegiant Stadium         | 92,268 / 92,268       | $19,443,320  |
| TOTAL            | TOTAL           | TOTAL           | TOTAL                     | 495,258 / 495,258     | $137,776,420 |
| CUMULATIF TOTAL  | CUMULATIF TOTAL | CUMULATIF TOTAL | CUMULATIF TOTAL           | 1,596,166 / 1,596,166 | $407,291,445 |

## Setlist
Cette setlist correspond à la version interprétée en majorité lors de la tournée, mais a été soumise à plusieurs modifications durant la tournée.
ACTE I - REQUIEM
1. AMERIICAN REQUIEM
2. BLACKBIIRD
3. Reprise de The Star-Spangled Banner (Hymne National Américain)
4. Freedom
5. YA YA / Why Don't You Love Me
6. OH LOUISIANA

ACTE II - REVOLUTION
1. AMERICA HAS A PROBLEM
2. SPAGHETTII (avec des éléments de ***Flawless, Essa Tá Quente, Run the World (Girls))
3. Formation
4. MY HOUSE (avec des éléments de Bow Down)
5. Diva (avec des éléments de Crank That et TGIF)

ACTE III - REFUGE
1. ALLIGATOR TEARS
2. JUST FOR FUN
3. PROTECTOR (avec l'apparition de Rumi Carter et avec des éléments de Dangerously in Love)
4. FLAMENCO

ACTE IV - MARFA
1. DESERT EAGLE
2. RIIVERDANCE
3. II HANDS II HEAVEN
4. TYRANT (avec des éléments de Haunted)
5. THIQUE (avec des éléments de Say My Name et Bills, Bills, Bills)
6. LEVII'S JEANS
7. SWEET ★ HONEY ★ BUCKIIN’ / PURE/HONEY / SUMMER RENAISSANCE

ACTE V - BNCNTRY
1. TEXAS HOLD 'EM (avec des éléments du Pony Up Remix et CHURCH GIRL)
2. Crazy in Love (Remix du Beychella)
3. Single Ladies (Put a Ring on It)
4. Love on Top
5. Irreplaceable (avec des éléments de Freakum Dress)
6. If I Were a Boy
7. JOLENE
8. Daddy Lessons
9. BODYGUARD
10. II MOST WANTED (avec des éléments de Blow)
11. CUFF IT (avec des éléments de CUFF IT (WETTER REMIX) et Dance for You
12. HEATED (avec des éléments de Boots on the Ground)
13. Before I let go

ACTE VI - RENAISSANCE
1. DAUGHTER
2. INTERUDE - Opera Intro (interlude utilisé lors du Renaissance World Tour)
3. I'M THAT GIRL (avec des éléments de APESHIT)
4. COZY
5. ALIEN SUPERSTAR
6. Déjà Vu (dance break par Blue Ivy Carter)

ACTE VII - ENCORE
1. 16 CARRIAGES
2. AMEN